# Kuala Idi Cut
Kuala Idi Cut is een bestuurslaag in het regentschap Aceh Timur van de provincie Atjeh, Indonesië. Kuala Idi Cut telt 203 inwoners (volkstelling 2010).